# Kommandoturm

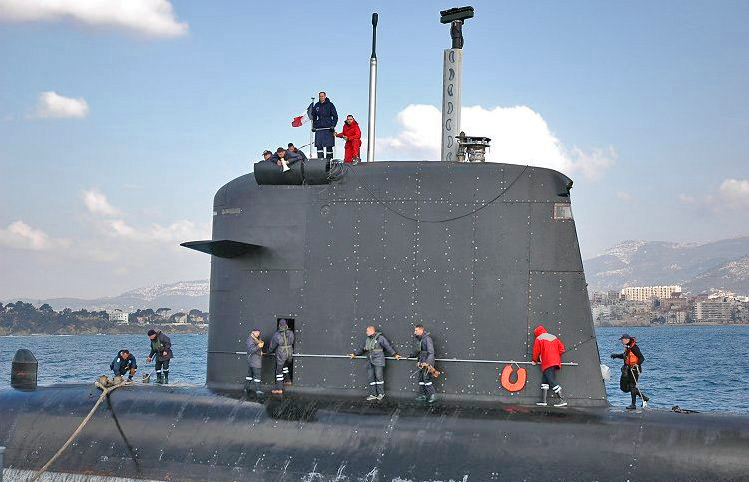
Der Turm des französischen U-Bootes Casabianca

Ein Kommandoturm ist eine erhöhte Plattform auf einem Schiff oder U-Boot, oft gepanzert, von der aus ein verantwortlicher Offizier das Schiff steuern (dirigieren oder kontrollieren) kann, indem er den für den Schiffsmotor, das Ruder, die Leinen und das Ankergeschirr verantwortlichen Personen Befehle erteilt. Er befindet sich normalerweise so hoch wie möglich auf dem Schiff, damit das Kommandoteam eine gute Sicht auf das gesamte Schiff, die Meeresbedingungen und andere Schiffe hat.

## Überwasserschiffe

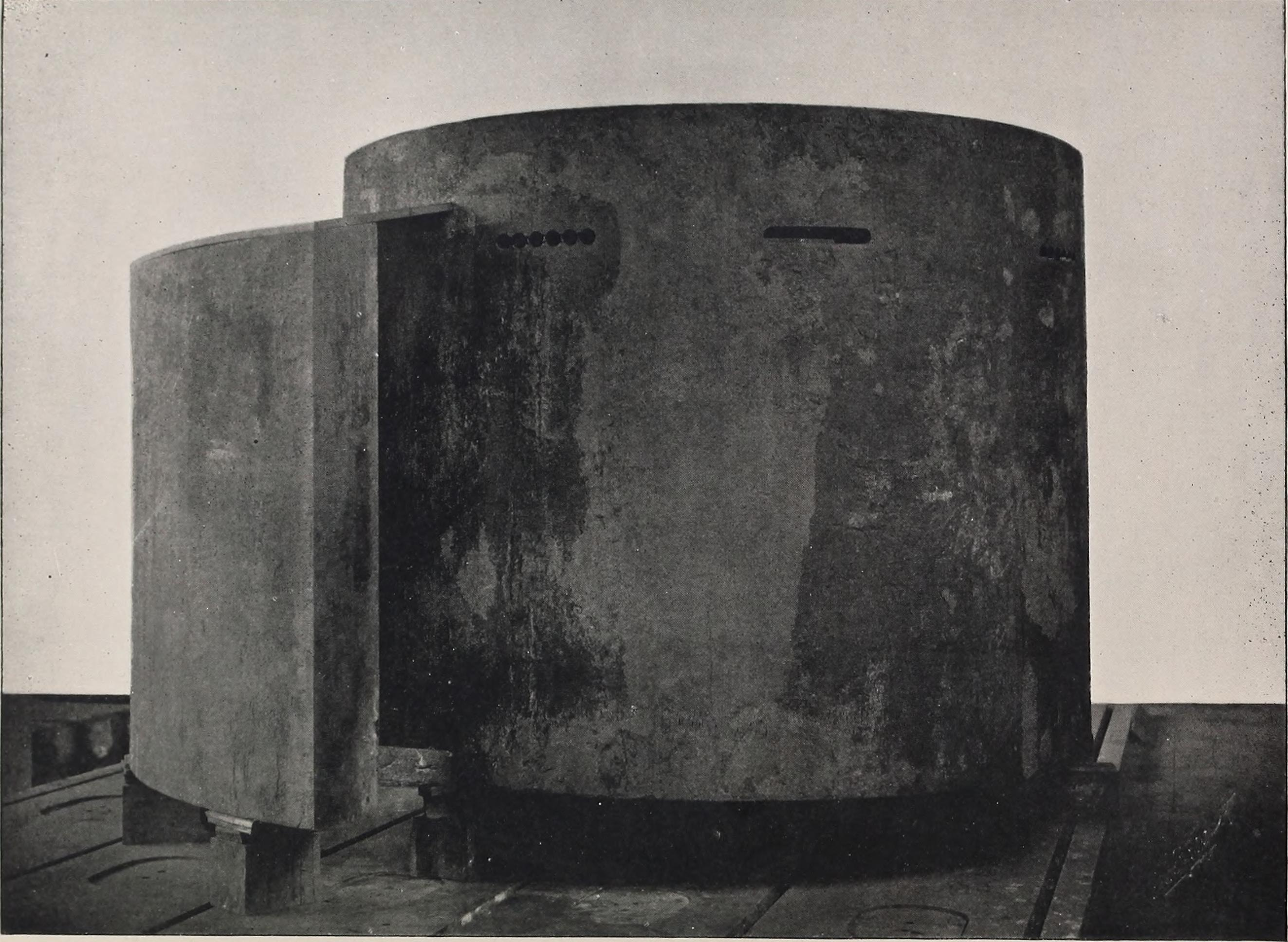
Gepanzerter Zylinder des Kommandoturms der USS Massachusetts (BB-2) während der Bauphase, ca. 1892

Auf Überwasserschiffen war der Kommandoturm von etwa 1860 bis in die frühen Jahre des Zweiten Weltkriegs ein Merkmal aller Schlachtschiffe und Panzerkreuzer. Der Kommandoturm befand sich am vorderen Ende des Überbaus und war ein schwer gepanzerter Zylinder mit winzigen Schlitzfenstern an drei Seiten, die ein angemessenes Sichtfeld boten. Der Turm war so konzipiert, dass er gerade genug Personal und Geräte für die Navigation während der Schlachten abschirmte. Sein Inneres war eng und einfach und verfügte kaum über mehr als Maschinentelegrafen, Sprachrohre oder Telefone und vielleicht ein Steuerrad. Außer während der Schlachten wurde das Schiff von der Brücke aus kommandiert und gesteuert.

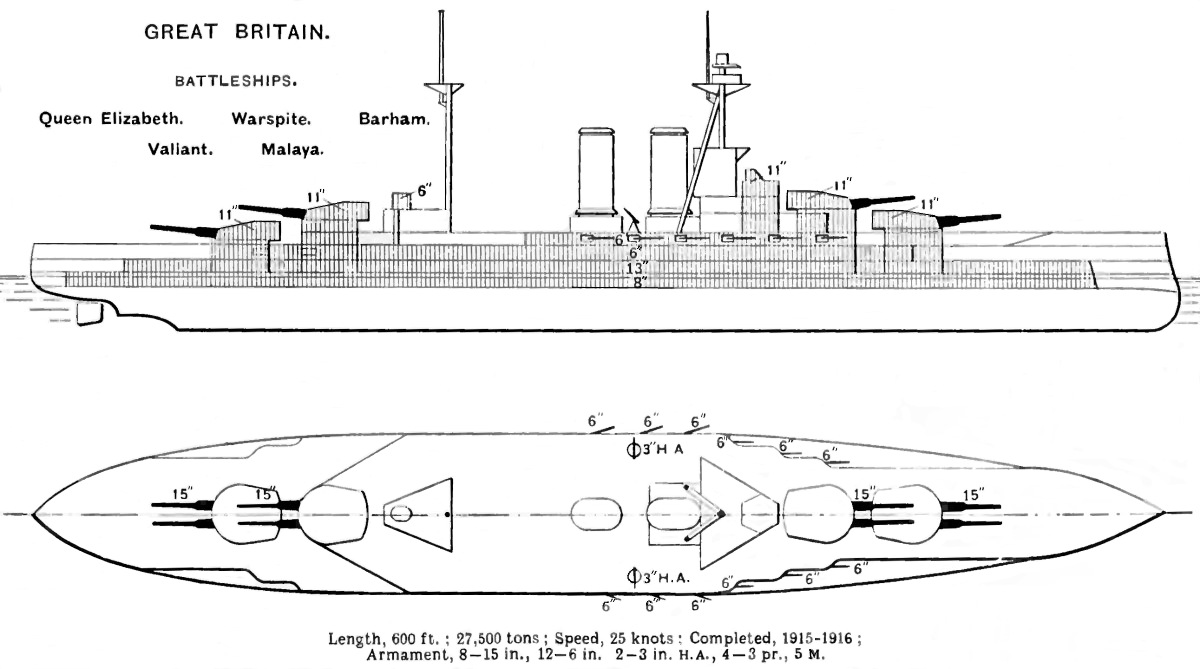
Panzerungsanordnung eines Schlachtschiffs der Queen-Elizabeth-Klasse. Der Kommandoturm verfügt über die gleiche schwere 11 Zoll (28 cm) starke Panzerung wie die Geschütztürme, während die Brücke ungepanzert ist

Die Franzosen setzten Kommandotürme auf ihren schwimmenden Batterien in der Schlacht von Kinburn ein. Anschließend wurden sie auf dem ersten gepanzerten Schlachtschiff, dem französischen Schlachtschiff La Gloire, eingebaut. Der erste Kommandoturm der Royal Navy (RN) befand sich auf der Warrior, die über eine drei Zoll dicke Panzerung verfügte.
Bei der Royal Navy wurde der Kommandoturm zu einer massiven Konstruktion, die auf den Schlachtkreuzern der Admiral-Klasse (wie der Hood) ein Gewicht von mehreren hundert Tonnen erreichte, und war Teil einer massiven Panzerzitadelle (Suprastruktur) auf den Schlachtschiffen der Nelson-Klasse Mitte der 1920er-Jahre, deren Panzerung über einen Fuß dick war. Im Gegensatz zur Nelson-Klasse hatte die King-George-V-Klasse einen vergleichsweise leichten Kommandoturmschutz mit 110 Millimeter (4,5 Zoll) starken Seiten, 76 Millimeter (3 Zoll) an Front und Heck sowie 51 Millimeter (2 Zoll) an Dach und Deck. Die Analyse der Kampfhandlungen des Ersten Weltkriegs durch die Royal Navy ergab, dass Kommandopersonal wahrscheinlich keinen gepanzerten Kommandoturm verwendete, da es die bessere Sicht ungepanzerter Brückenstellungen vorzog. Bei älteren Schlachtschiffen der Royal Navy, die mit neuen Überbauten rekonstruiert wurden, wurden die schwer gepanzerten Kommandotürme entfernt und durch viel leichtere Strukturen ersetzt. Diese neuen Kommandotürme wurden außerdem viel höher im Schiff angebracht, um eine bessere Sicht zu bieten. Es gibt keine Hinweise darauf, dass Kapitäne und Admirale der Royal Navy die gepanzerten Kommandotürme auf den Schiffen nutzten, die sie während des Zweiten Weltkriegs hatten. So kommandierten beispielsweise Vizeadmiral Holland und Kapitän Kerr die Hood während der Schlacht in der Dänemarkstraße von ihrer ungepanzerten Brücke aus. Sogar in der United States Navy (USN) zogen es Kapitäne und Admirale von Schlachtschiffen vor, im Gefecht die ungepanzerten Brückenpositionen zu nutzen.
Die US-Marine hatte unterschiedliche Meinungen zum Kommandoturm und wies darauf hin, dass sein Gewicht weit über dem Schwerpunkt des Schiffes nicht direkt zur Kampffähigkeit beitrug. Ab den späten 1930er-Jahren, als das Radar die visuelle Sicht als primäre Methode zur Entdeckung anderer Schiffe ablöste, begannen Schlachtschiffe, den Kommandoturm zu reduzieren oder ganz zu entfernen. Die Seeschlacht um Guadalcanal im Zweiten Weltkrieg verlangsamte diesen Trend kurzzeitig: Als das japanische Schlachtschiff Kirishima die South Dakota an der Überstruktur traf, wurden viele ungeschützte Besatzungsmitglieder getötet oder verwundet; doch Admiral Lee und Captain Davis von der Washington lehnten es während der Schlacht ab, den gepanzerten Kommandoturm einzusetzen. Bald wurden die schweren Schlachtschiff-Kommandotürme während der Rekonstruktionen nach dem Angriff auf Pearl Harbor von der Pennsylvania, Tennessee, California und West Virginia entfernt und durch viel leichtere Kommandotürme im Kreuzerstil ersetzt.
Gegen Ende des Zweiten Weltkriegs wurden US-Schiffe mit erweiterten Wetterbrücken konstruiert, die die gepanzerten Kommandotürme umschlossen. Auf den Schlachtschiffen der Iowa-Klasse ist der Kommandoturm ein 439 Millimeter (17,3 Zoll) dicker vertikaler gepanzerter Zylinder mit Schlitzfenstern in der Mitte der Brücke, der sich vom Deck bis hinauf zur Flugbrücke erstreckt.
Mit dem Ende der Schlachtschiffe nach dem Zweiten Weltkrieg und der Einführung von Raketen und Kernwaffe während des Kalten Krieges verfügen moderne Kriegsschiffe nicht mehr über Kommandotürme.

## U-Boote

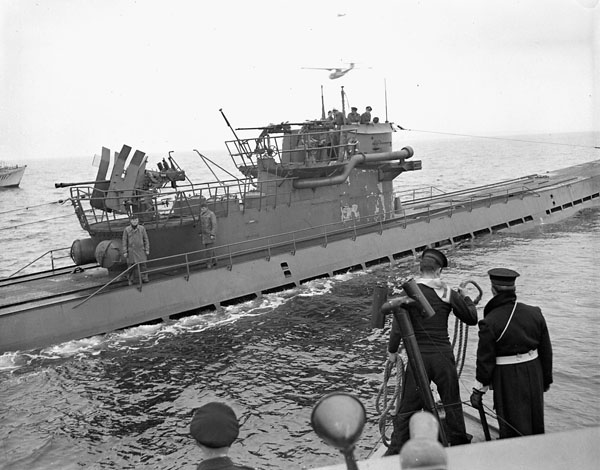
Turm des deutschen U-Boots U 889

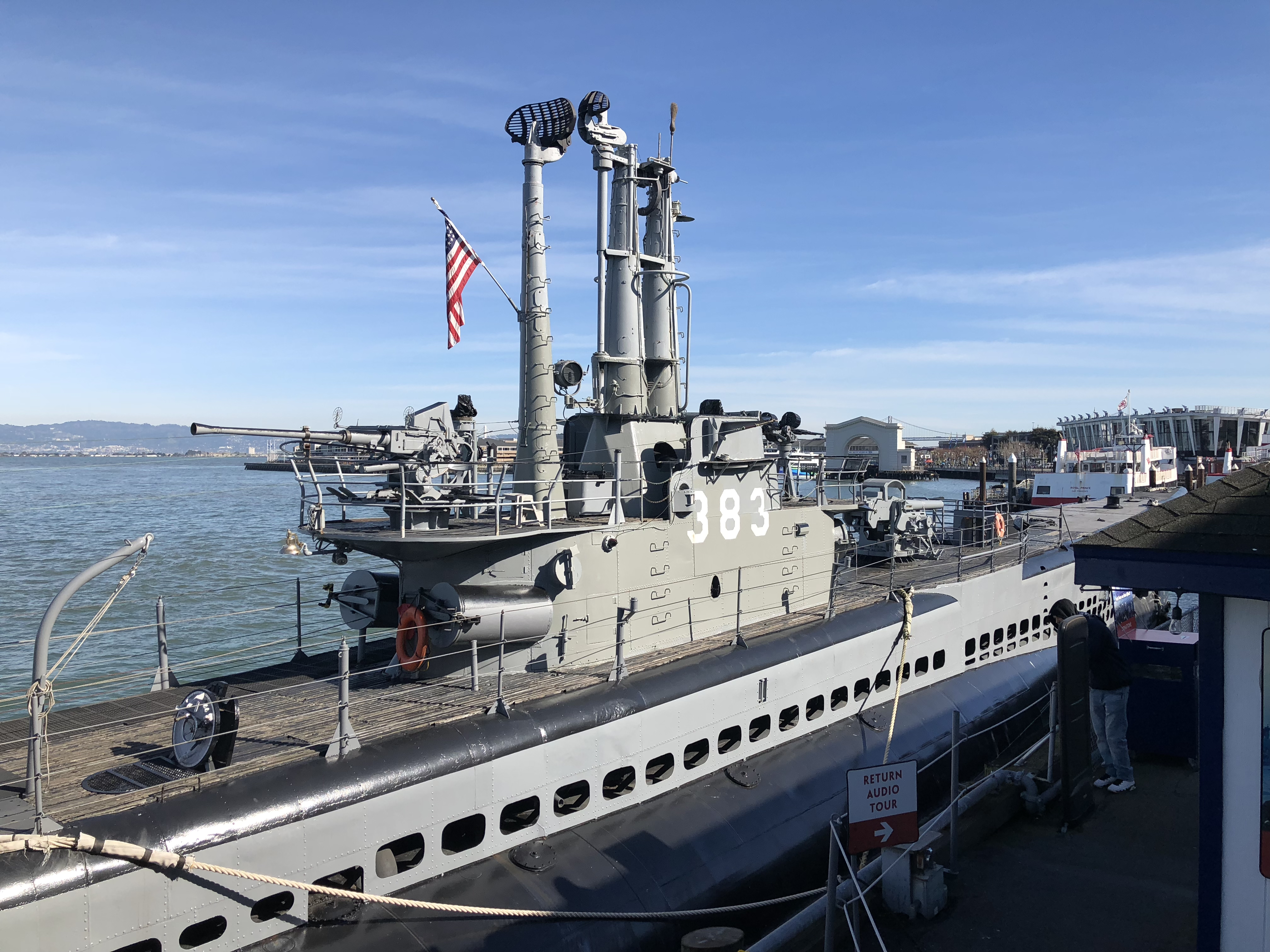
Brücke der Pampanito. Der Kommandoturm des Bootes ist eher ein „Kommandorohr“

Frühe Marine-U-Boote waren typischerweise mit einem kleinen wasserdichten Vorsprung auf der Oberseite ihres Rumpfes ausgestattet, von dem aus die Besatzung des Bootes ihre Umgebung durch eine Reihe von Sichtfenstern beobachten konnte.
Als immer größere U-Boote gebaut und schließlich mit Periskopen ausgestattet wurden, wuchs dieser Vorsprung zu einem eigenen kleinen Druckkörper heran, der normalerweise über eine wasserdichte Luke mit dem Kontrollraum im Hauptdruckkörper des Bootes verbunden war, um das Risiko einer Überflutung zu verringern, falls die Sichtfenster oder Periskope beschädigt wurden. So wurde der Kommandoturm praktisch zum dedizierten Angriffszentrum des Bootes, von dem aus der Kommandant das Boot unter Wasser befehligen konnte. Einige Entwürfe aus den späten 1930er Jahren platzierten sogar ihre Hydrophon- und Radarbedienstationen in diesem Abteil, um die Situationswahrnehmung des Kommandanten zu maximieren.
Neben ihrem Hauptzweck dienten Kommandotürme auch als erhöhte Befestigungspunkte für Lufteinlässe, Magnetkompasse und sogar zusammenklappbare offene Brücken. Als Kommandotürme schließlich groß genug gebaut wurden, dass Besatzungsmitglieder bequem darauf stehen konnten, wurden die zusammenklappbaren Brücken durch feste Strukturen ersetzt, was zur Entwicklung der sogenannten „Brücken-Fairwater“ führte. Zur Verdeutlichung:
- Der Kommandoturm ist der kleine wasserdichte Raum über dem Kontrollraum, von dem aus der Kommandant des Bootes das Boot bei Unterwasserangriffen befehligte.
- Die Brücke wurde auf dem Kommandoturm gebaut, galt aber nicht als Teil davon und wurde für die Navigation und Signalgebung an der Oberfläche verwendet.
- Das Fairwater ist eine stromlinienförmige Ummantelung um den Kommandoturm und/oder um die Brücke. Das sich verjüngende hintere Ende dieser Ummantelung bot auch einen geschützten Ort für die Lufteinlässe des Bootes sowie eine erhöhte Basis für verschiedene Plattformen für Flugabwehrgeschütze.

In der Zeit nach den 1950er Jahren machte eine verstärkte Konzentration auf Operationen in großer Tiefe sowie technische Verbesserungen, die längere Periskope ermöglichten, erhöhte Kommandostände überflüssig. Die USS Triton (Kiellegung 1956) war das letzte US-U-Boot mit Kommandoturm; bei späteren Konstruktionen wurde die Funktion des Kommandoturms als Angriffszentrale in die Kontrollräume integriert. Es ist daher nicht korrekt, das Segel (im britischen Sprachgebrauch „Finne“) oder das Rückwasser eines modernen U-Bootes als „Kommandoturm“ zu bezeichnen.

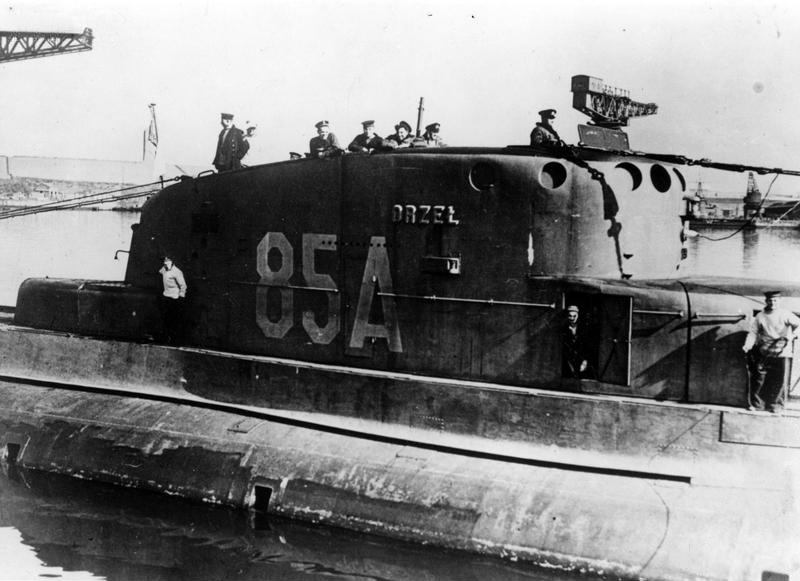
Brücke des polnischen U-Boots Orzeł (1940)